# Pristionchus
Genre
Pristionchus est un genre de nématodes de la famille des Diplogasteridae.

## Liste d'espèces
Selon BioLib (7 février 2016) :
- Pristionchus aequidentatus Schuurmans Stekhoven & Teunissen, 1938
- Pristionchus aerivorus Cobb in Merrill & Ford, 1916
- Pristionchus americanus Herrmann, Mayer & Sommer, 2006
- Pristionchus biformis (Hirschmann, 1951)
- Pristionchus brachycephalus Steiner, 1943
- Pristionchus brevicauda Kotlán, 1928
- Pristionchus breviflagellum Schuurmans Stekhoven, 1951
- Pristionchus clausii (Bütschli, 1873)
- Pristionchus clavus von Linstow, 1901
- Pristionchus dentatus A. Schneider, 1866
- Pristionchus entomophagus Steiner, 1929
- Pristionchus eurycephalus (Völk, 1950)
- Pristionchus iheringi (Rahm, 1928)
- Pristionchus inermis Bütschli, 1874
- Pristionchus lheritieri (Maupas, 1919)
- Pristionchus linstowi Potts, 1910
- Pristionchus marianneae Herrmann, Mayer & Sommer, 2006
- Pristionchus maupasi (Potts, 1910)
- Pristionchus micoletzkyi (Hnatewytsch, 1929)
- Pristionchus microcercus (Wollenweber, 1921)
- Pristionchus migrans (Lespès, 1856)
- Pristionchus modiglianii (Parona, 1896)
- Pristionchus obscuridens Schuurmans Stekhoven, 1951
- Pristionchus pacificus Sommer, Carta, Kim & Sternberg, 1996
- Pristionchus paramonovi Atakhanov, 1958
- Pristionchus pauli Herrmann, Mayer & Sommer, 2006
- Pristionchus pseudaerivorus Herrmann, Mayer & Sommer, 2006
- Pristionchus rarus Paramonov & Sobolev, 1954
- Pristionchus robustus Maupas, 1900
- Pristionchus saccai (Rahm, 1928)
- Pristionchus silvestrii (Parona, 1896)
- Pristionchus uniformis Fedorko & Stanuszek, 1971
- Pristionchus vidalae (Stock, 1993)

et décrit depuis :
- Pristionchus borbonicus Susoy, Kanzaki, Herrmann, Ragsdale & Sommer, 2016
- Pristionchus racemosae  Susoy, Kanzaki, Nguyen, Ragsdale & Sommer, 2016
- Pristionchus sycomori Susoy, Kanzaki, Kruger, Ragsdale & Sommer, 2016

## Publication originale
- Kreis, 1932 : Beiträge zur Kenntnis pflanzenparasitischer Nematoden. Zeitschrift für Parasitenkunde, vol. 5, p. 184-194.